# وارنا (فريدون شهر)
وارنا (بالإنجليزية: Varna, Isfahan)‏ هي منطقة سكنية تقع في أصفهان في إيران. يقدر عدد سكانها بـ 28 نسمة .